# Відродження (Горлівський район)
Відро́дження (до 2016 року — Дими́трова) — село Хрестівської міської громади Горлівського району Донецької області, Україна.
Населення становить 43 осіб.

## Загальні відомості
Відстань до райцентру становить близько 24 км і проходить автошляхом місцевого значення.
Унаслідок російської військової агресії Відродження перебуває на тимчасово окупованій території.

## Населення

### Мова
Розподіл населення за рідною мовою за даними перепису 2001 року:
| Мова       | Кількість | Відсоток |
| ---------- | --------- | -------- |
| українська | 25        | 58.14%   |
| російська  | 18        | 41.86%   |
| Усього     | 43        | 100%     |